# Cordia vestita
Cordia vestita là loài thực vật có hoa trong họ Mồ hôi. Loài này được (A.DC.) Hook.f. & Thomson mô tả khoa học đầu tiên năm 1858.